# Сельское поселение «Копунское»
Се́льское поселе́ние «Копунское» — муниципальное образование в Шелопугинском районе Забайкальского края Российской Федерации.
Административный центр — село Копунь.

## История
Статус и границы сельского поселения установлены Законом Читинской области от 19 мая 2004 года «Об установлении границ, наименований вновь образованных муниципальных образований и наделении их статусом сельского, городского поселения в Читинской области».

## Население
| 2010 | 2011 | 2012 | 2013 | 2014 | 2015 | 2016 |
| ---- | ---- | ---- | ---- | ---- | ---- | ---- |
| 746  | ↘742 | ↘734 | ↘713 | ↘688 | ↘673 | ↘665 |
| 2017 | 2018 | 2019 | 2020 | 2021 |      |      |
| ↘661 | ↘647 | ↘637 | ↘623 | ↘530 |      |      |

## Состав сельского поселения
| № | Населённый пункт | Тип населённого пункта       | Население |
| - | ---------------- | ---------------------------- | --------- |
| 1 | Даякон           | село                         | ↘195      |
| 2 | Копунь           | село, административный центр | ↘376      |
| 3 | Чонгуль          | село                         | ↘47       |